# Kathleen Kennedy Townsend
Ne doit pas être confondu avec Kathleen Kennedy.
Kathleen Hartington Kennedy Townsend, née le 4 juillet 1951 à Greenwich dans le Connecticut, est une femme politique américaine, membre de la famille Kennedy. Elle a été lieutenant-gouverneur du Maryland de 1995 à 2003.

## Biographie

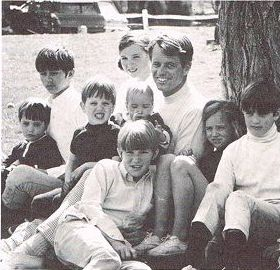
Kathleen Kennedy avec ses frères et sœur et son père en 1968

Kathleen Hartington Kennedy est la fille aînée de Robert Francis Kennedy (1925-1968) et de Ethel Kennedy (1928-2024). Elle est ainsi prénommée en souvenir de sa tante paternelle, Kathleen Kennedy Cavendish (1920-1948), décédée dans un accident d'avion à Saint-Bauzile, en Ardèche.
Elle est également l'aînée des petits-enfants de Joe et Rose Kennedy. 
Kathleen Hartington Kennedy s'est mariée le 17 novembre 1973 à David Lee Townsend (né le 17 novembre 1947). Ils ont quatre filles : Meaghan Anne (née le 7 novembre 1977 à Santa Fe, Nouveau-Mexique), Maeve Fahey (1979-2020), Rose Katherine (née le 17 décembre 1983 à Weston, Massachusetts) et Kerry Sophia (née le 30 novembre 1991 à Bethesda, Maryland).

## Carrière politique
Kathleen Hartington Kennedy est lieutenant-gouverneur du Maryland de 1995 à 2003.